# Milnor
Milnor és una població dels Estats Units a l'estat de Dakota del Nord. Segons el cens del 2000 tenia 711 habitantsi 653 el 2010.
Segons el cens del 2000, Milnor tenia 301 habitatges, i 195 famílies. La densitat de població aleshores era de 295,2 hab./km².